# Аргалы
Аргалы, или плоскохвостые сарганы (лат.  Platybelone), — род лучепёрых рыб семейства саргановых. Представители рода распространены в Атлантическом, Индийском и Тихом океанах. Максимальная общая длина тела 50 см.

## Описание
Тело удлинённое, округлое в поперечном сечении, покрыто мелкой циклоидной, легко опадающей чешуёй. Челюсти длинные, одинаковой длины, образуют характерный «клюв». На обеих челюстях многочисленные игловидные острые зубы. Есть жаберные тычинки. Спинной и анальный плавники сдвинуты далеко назад к хвостовому стеблю. В плавниках нет жёстких лучей. В спинном плавнике 12—16 мягких лучей. Задняя часть спинного плавника без выраженной увеличенной доли тёмного цвета. Нет дополнительных плавничков за спинным и анальным плавниками. В анальном плавнике 15—20 мягких лучей. Грудные плавники с 9—12 лучами, не серповидной формы. Брюшные плавники с 6 мягкими лучами расположены на брюхе. Хвостовой стебель сильно сжат в дорсо-вентаральном направлении, его высота примерно равна половине ширины; по бокам хвостового стебля расположены мощные кили. Хвостовой плавник выемчатый; верхняя и нижняя лопасти одинакового размера. Боковая линия проходит низко по телу, начинаясь от начала грудных плавников. Хорошо развиты правая и левая гонады. Верхняя часть тела голубовато-зелёная, а нижняя — серебристая. По бокам тела проходит тёмно-синяя полоса. Плавники бесцветные.

## Классификация
В составе роды выделяют два вида:
- Platybelone argalus (Lesueur, 1821) — Обыкновенный аргал
- Platybelone lovii (Günther, 1866)